# Agrilus hastulifer
Agrilus hastulifer es una especie de insecto del género Agrilus, familia Buprestidae, orden Coleoptera.
Fue descrita científicamente por Ratzeburg, 1837.